# Триштах
Триштах — містечко й громада округу Лієнц в землі Тіроль, Австрія.
Триштах лежить на висоті 672 над рівнем моря і займає площу 18,8 км². Громада налічує 1410 мешканців.
Густота населення 75/км².
Громада лежить на південь від Драви. Іншою значною водоймою в ній є Триштахське озеро.
Округ Лієнц, до якого належить Триштах, називається також Східним Тіролем. Від основної частини землі, Західного Тіролю, його відділяє смуга Південного Тіролю, що належить Італії.
|                                  |
| Триштах на мапі округу та землі. |

 Адреса управління громади: Dorfstraße 37, 9907 Tristach.